# سگ گله انگلیسی قدیمی
سگ گله انگلیسی قدیمی (به انگلیسی: Old English Sheepdog)، نام یکی از نژادهای سگ است که خاستگاه آن به انگلستان بازمی‌گردد.